# Harvey Henderson Wilcox
Pour les articles homonymes, voir Wilcox.
 (septembre 2022).
La mise en forme du texte ne suit pas les recommandations de Wikipédia : il faut le « wikifier ».
Les points d'amélioration suivants sont les cas les plus fréquents. Le détail des points à revoir est peut-être précisé sur la page de discussion.
- Les titres sont pré-formatés par le logiciel. Ils ne sont ni en capitales, ni en gras.
- Le texte ne doit pas être écrit en capitales (les noms de famille non plus), ni en gras, ni en italique, ni en « petit »…
- Le gras n'est utilisé que pour surligner le titre de l'article dans l'introduction, une seule fois.
- L'italique est rarement utilisé : mots en langue étrangère, titres d'œuvres, noms de bateaux, etc.
- Les citations ne sont pas en italique mais en corps de texte normal. Elles sont entourées par des guillemets français : « et ».
- Les listes à puces sont à éviter, des paragraphes rédigés étant largement préférés. Les tableaux sont à réserver à la présentation de données structurées (résultats, etc.).
- Les appels de note de bas de page (petits chiffres en exposant, introduits par l'outil «  Source ») sont à placer entre la fin de phrase et le point final[comme ça].
- Les liens internes (vers d'autres articles de Wikipédia) sont à choisir avec parcimonie. Créez des liens vers des articles approfondissant le sujet. Les termes génériques sans rapport avec le sujet sont à éviter, ainsi que les répétitions de liens vers un même terme.
- Les liens externes sont à placer uniquement dans une section « Liens externes », à la fin de l'article. Ces liens sont à choisir avec parcimonie suivant les règles définies. Si un lien sert de source à l'article, son insertion dans le texte est à faire par les notes de bas de page.
- La présentation des références doit suivre les conventions bibliographiques. Il est recommandé d'utiliser les modèles {{Ouvrage}}, {{Chapitre}}, {{Article}}, {{Lien web}} et/ou {{Bibliographie}}. Le mode d'édition visuel peut mettre en forme automatiquement les références.
- Insérer une infobox (cadre d'informations à droite) n'est pas obligatoire pour parachever la mise en page.

Pour une aide détaillée, merci de consulter Aide:Wikification.
Si vous pensez que ces points ont été résolus, vous pouvez retirer ce bandeau et améliorer la mise en forme d'un autre article.
 (février 2024).
Si vous disposez d'ouvrages ou d'articles de référence ou si vous connaissez des sites web de qualité traitant du thème abordé ici, merci de compléter l'article en donnant les références utiles à sa vérifiabilité et en les liant à la section « Notes et références ».
Harvey Henderson Wilcox (né en 1832 et mort le 19 mars 1891) possédait un ranch à l'ouest de la ville de Los Angeles, que sa femme Daeida nomma Hollywood, et qu'ils fondèrent ensemble en 1887. Hollywood est devenu le centre de l'industrie cinématographique des États-Unis au début des années 1910.

## Biographie
Harvey Henderson Wilcox est né dans l'État de New York, très probablement à Monroe ou dans le comté d'Ontario, fils d'Aaron et d'Azubah (Mark) Wilcox. La famille a déménagé au Michigan dans les années 1830 et Harvey a grandi dans la ferme de ses parents dans le canton d'Ogden dans le comté de Lenawee au Michigan. Il a contracté la poliomyélite en 1845 alors qu'il avait environ 13 ans et a utilisé un fauteuil roulant le reste de sa vie. Il est décrit comme étant un prohibitionniste du Kansas dans les histoires écrites après sa mort.
En septembre 1850, Harvey fut décrit comme étant un apprenti cordonnier dans la maison Horace Sheldon à Blissfield, dans le comté de Lenawee. Son apprentissage était probablement dû au fait qu'il ne pouvait pas faire de travaux agricoles. Il a terminé son apprentissage dans les années 1850 et en 1860, il vivait près d'Edgerton, du canton de St. Joseph, dans le comté de Williams d'Ohio, et travaillait comme cordonnier. Le 26 décembre 1861, il épousa Ellen E. Young à Bryan dans le comté de Williams d'Ohio. Il s'est lancé en politique dans le comté de Williams et s'est présenté et a été élu à plusieurs bureaux locaux, dont au County Recorder en 1860, juge de paix (magistrat) en 1860 et notaire public du comté de Williams en 1866.
Il abandonne la cordonnerie pour s'occuper de l'immobilier à Bryan, dans la firme Wilcox & Langel, une carrière qu'il poursuivra le reste de sa vie. Elon Langel a ensuite déménagé à Topeka, au Kansas, et est décédé de la tuberculose.
Le journal local Bryan dit en avril 1868 que Harvey et Ellen Wilcox déménageaient à Topeka au Kansas, où, en octobre 1869, Harvey publia "HH Wilcox's Real Estate Publisher" et en juillet 1870, il fut décrit comme un agent immobilier et son épouse, femme de ménage. Avant mars 1875, ils avaient ajouté GM Stanley, le fils de la sœur d'Ellen, Alvira, à leur famille, mais ils n'avaient jamais eu d'enfants à eux. En juin 1880, Harvey était toujours dans l'immobilier et Ellen dirigeait leur pension de famille sur Kansas Avenue.
Harvey a dû aimer faire de la politique à Bryan parce qu'à Topeka, il s'est remis à la politique, servant comme président du conseil municipal pendant au moins un mandat en 1870 ; rejoint plusieurs autres hommes pour fonder la ville de Rossville au Kansas, en 1871; a servi comme greffier de la ville de Topeka d'au moins 1877 à 1880; et possédait un ranch et un troupeau de bétail relativement important (que son fils adoptif, George M. Stanley, gérait) près d'El Dorado dans le comté de Butler, au Kansas.
Harvey et Ellen étaient dans le recensement de 1880 de Topeka avec George M. Stanley, le fils de la sœur d'Ellen, Alvira Stanley, dans leur maison. Ellen contracta la tuberculose et passa l'hiver 1881–1882 en Californie, restant probablement avec sa sœur, Mary Jane (Young) Bond à Santa Barbara, "à la recherche du remède". Ellen retourna à Topeka, non guérie, au début de 1882. Elle a été maintenue en vie dans le train avec des "stimulants puissants" et est décédée à l'âge de 37 ans peu après son arrivée à la maison. Elle est enterrée au cimetière de Topeka (Kansas).
Harvey s'est marié en seconde épouse, Daeida "Ida" Hartell, une femme ayant trente ans de moins que lui. Le 6 décembre 1882, à Topeka et en octobre 1883, il a été rapporté que "Harvey Wilcox de Topeka" était de retour dans l'Ohio et le Michigan, allant rendre visite à ses parents et ses amis. C'était probablement la dernière fois que la plupart de ses proches dans l'Est le voyaient et le voyage a probablement été fait en prévision de son déménagement permanent en Californie.

### Les années hollywoodiennes

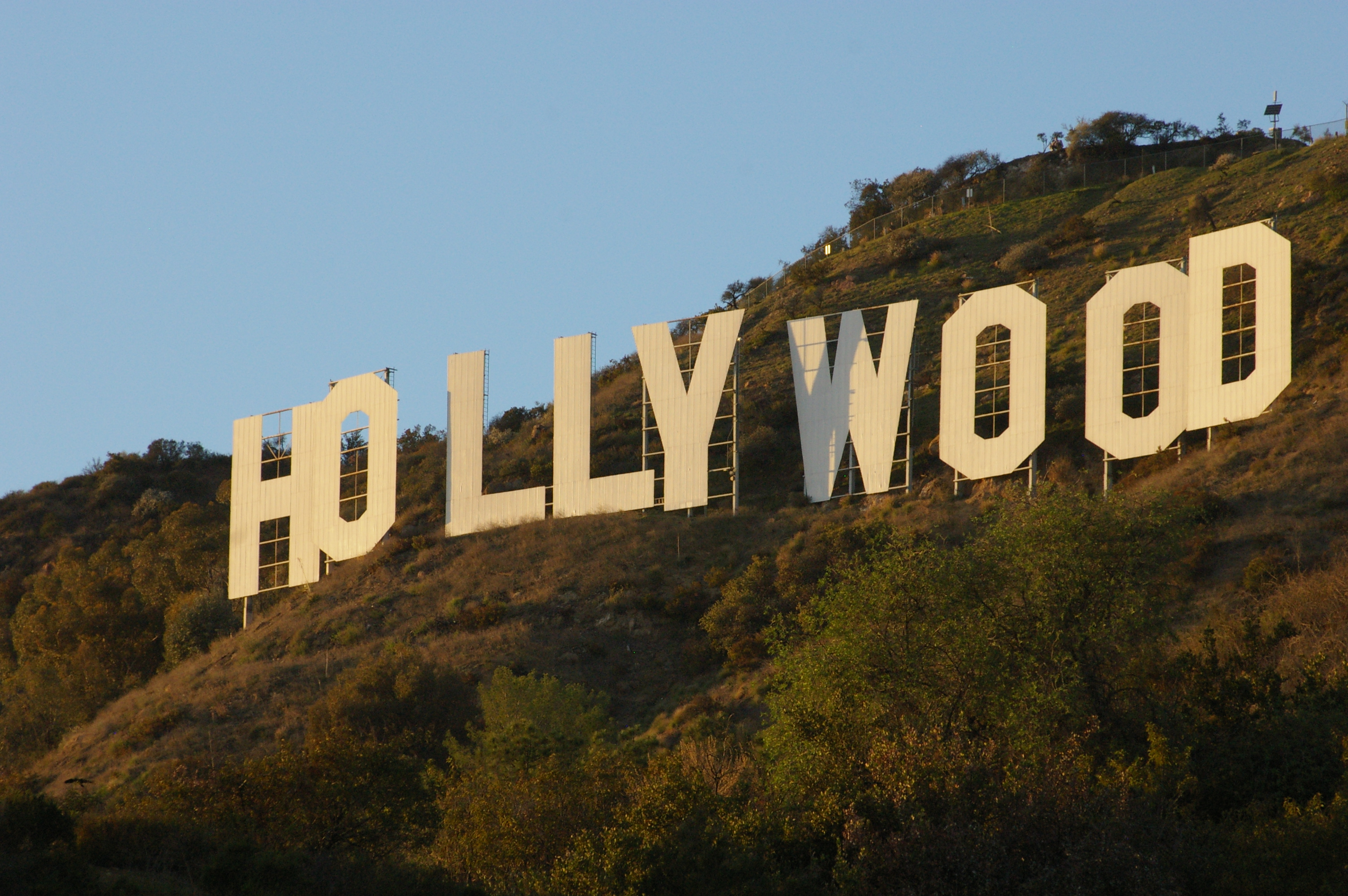
Panneau Hollywood.

Harvey et Ida ont déménagé de Topeka pour Los Angeles au début de 1883 et la tradition dit qu'Harvey montait dans le fourgon à bagages avec deux de ses chevaux les plus précieux. À Los Angeles, Harvey a formé la société immobilière de Wilcox et Shaw. Harvey et Ida ont eu un enfant, un fils nommé Harry, décédé en 1886 à l'âge de 18 mois. La tradition familiale dit que pour se consoler de la mort de leur bébé, Harvey et Ida feraient des promenades en buggy dans les magnifiques canyons à l'ouest de Los Angeles. Harvey a acheté l'une de leurs zones préférées pour 150 $ l'acre (soit 4046,86 m² l'acre). C'était dans une zone agricole de vergers de figuiers et d'abricotiers. Harvey s'est essayé à la culture de fruits, mais a échoué et a décidé de subdiviser la terre, vendant des lots pour 1 000 $ chacun. Sa femme a nommé le terrain « Hollywood ». Le 1er février 1887, Harvey déposa un plan de la subdivision auprès du bureau du Los Angeles County Recorder. Il développerait également une propriété résidentielle, "The University Tract", entourant la nouvelle université de Californie du Sud en 1887.
Harvey et Ida n'étaient pas les seuls membres de la famille à déménager en Californie. Sous ses encouragements, sa sœur Sarah Luke, son beau-frère Elisha Luke, avec sa mère, Azubah, ont pris l'Atlantic & Pacific Railroad d'Ogden à Los Angeles en novembre 1885 selon Adrian Weekly Press, 13 novembre 1885. Les Luke prévoyaient de ne rester que pendant les mois d'hiver, mais Azaubah avait l'intention de rester avec son fils, Harvey, pour le reste de sa vie. En février 1887, les Lukes et leur fille et gendre, Sam et Rosetta Young, avec leur jeune fils, Almon, et le frère récemment remarié de Harvey, Lewis, quittèrent Ogden pour s'installer définitivement à Los Angeles où Elisha deviendrait également un agent immobilier. agent et promoteur immobilier. Le "Blissfield [Michigan] Advance" a déclaré dans son édition du vendredi 18 février 1887 que "Sam Young et sa femme et Elisha Luke et sa femme sont partis pour la Californie jeudi dernier. Ainsi Ogden perd deux de ses fervents fermiers, et les Prohibs, deux membres précieux."
Le frère de Harvey, Lewis Wilcox, quittera bientôt la Californie pour retourner dans le comté de Lenawee où il continuera en tant que pasteur de l'église United Brethren à Dundee, Michigan, jusqu'à sa mort dix ans plus tard. Azubah est décédée à Los Angeles en 1888 et a été enterrée sur le terrain de la famille Luke au cimetière Angelus-Rosedale. Son fils, Harvey, serait enterré à côté d'elle en 1891.
Le frère de Harvey, Horace, est souvent considéré comme l'un des fondateurs d'Hollywood, mais Horace, qui était l'un des frères cadets de Harvey, est resté dans le Michigan où il a épousé d'abord Amanda McCourtie et après sa mort en 1880, Martha Lord. Horace, qui élevait des moutons Shropshire de race pure dans sa ferme du canton de Woodstock dans le comté de Lenawee au Michigan, était également inspecteur de l'école de Woodstock et enseignant jusqu'à sa mort en 1916.
Il n'y a aucune source originale qui dit que Harvey H. Wilcox était un prohibitionniste, bien qu'il l'ait probablement été. Les seuls prohibitionnistes actifs connus dans la famille étaient sa sœur, Sarah, et son mari, Elisha Luke, et presque certainement les frères de Harvey, les jumeaux Lewis et Luther, tous deux pasteurs.

### Décès
Harvey avait environ cinquante-neuf ans lorsqu'il est décédé chez sa belle-sœur Sylvia Connell où il était venu deux semaines plus tôt pour se rapprocher des soins médicaux à Los Angeles. Il laissait une veuve de vingt-huit ans. Ses funérailles ont eu lieu à la première église méthodiste d'Hollywood, dont il était membre.
La nécrologie de Harvey dans le journal Adrian, Michigan Messenger, du 1er avril 1891, dit qu'il a laissé une fortune de 100 000 $ (2,97 millions de dollars en dollars de 2021), donc évidemment il n'est pas mort sans le sou comme le suggèrent certaines histoires. Cette nécrologie confirme également sa place dans la famille Aaron et Azubah Wilcox, mentionnant son frère, Lewis Wilcox, qui vivait à l'époque à Adrian.
Trois ans après la mort de Harvey, Daeida, alors âgée de 31 ans, épousa Philo J. Beveridge, le fils d'un ancien gouverneur de l'Illinois, et un homme ayant treize ans de plus qu'elle. Ils ont eu trois enfants.
Wilcox a d'abord été enterré aux côtés de sa mère, Azubah (Mark) Wilcox, au cimetière Rosedale, mais le 13 novembre 1922, sa dépouille a été transférée au cimetière Hollywood Memorial Park, aujourd'hui nommé Hollywood Forever Memorial Park, où il est enterré à côté de sa seconde épouse., Ida.